# Aboubacar Camara (ministre)
Pour les articles homonymes, voir Aboubacar Camara.
Aboubacar Camara, est un homme politique guinéen.
Il est le Ministre de l'Hydraulique et des Hydrocarbures dans le gouvernement Bah Oury depuis le 29 juillet 2025.
Il est le Ministre de l'Énergie, de l'Hydraulique et des Hydrocarbures dans le gouvernement Bah Oury du 13 mars 2024 au 29 juillet 2025.

## Parcours professionnel
Aboubacar Camara est directeur exécutif de l'ONG Tinkisso Antenna jusqu'en 2022 pour devenir le directeur général de la SEG jusqu'en 2024.
Le 13 février 2024, il est nommé  Ministre de l'Énergie, de l'Hydraulique et des Hydrocarbures dans le gouvernement Bah Oury en remplacement d'Aly Seydouba Soumah,.
Le 29 juillet 2025, il est nommée Ministre de l'Hydraulique et des Hydrocarbures dans le gouvernement Bah Oury.